# 콰리즈미
아부 압둘라 무함마드 이븐 무사 알콰리즈미(페르시아어: خوارزمی, 아랍어: ‏أبو عبد الله محمد بن موسى الخوارزمي, 780년? ~ 850년?)는 페르시아의 수학자로 페르시아 최초의 수학책을 만들었는데, 인도에서 도입된 아라비아 숫자를 이용하여 최초로 사칙연산(덧셈, 뺄셈, 곱셈, 나눗셈)을 만들고 0과 위치값을 사용한 수학자이다.
그는 ‘대수학의 아버지’로 불리기도 한다. 알고리즘이라는 말은 그의 이름에서 나왔고, 대수학을 뜻하는 영어 단어 앨지브라(Algebra)는 그의 저서 <al-jabr wa al-muqabala>로부터 기원한다. 그는 아버지로부터 수학을 배웠으며 뛰어난 재능을 보였다. 또한 엄청난 양의 책을 저술하였는데, 그 주제로는 천문학, 수학, 지리학 등이 있다.

## 배경
알콰리즈미의 출생시기와 흡사한 786년 9월 14일, 하룬 알 라시드가 아바스 왕조의 5번째 칼리프가 되었다. 하룬은 바그다드의 궁전에서 지중해부터 인도까지를 포함하는 넓은 이슬람 제국을 다스렸다. 그는 이슬람을 문화적으로 발달시키고, 당시 아라비아에서 이루어지지 않고 있던 지식인 교육을 시키려고 하였다. 그의 죽음 이후 두 아들 알아민과 알마문은 서로 다투다가 결국 싸움에서 승리한 알마문이 다음 칼리프가 되었는데, 그는 그의 아버지가 시작했던 지식인들에 대한 후원을 계속하였을 뿐만 아니라 더 나아가 ‘지혜의 집’이라 불리는 아카데미를 설립하였다. 이 '지혜의 집‘에서는 이슬람의 수학, 과학자들이 그리스어로 된 철학, 과학 서적들을 번역하고 새 책들을 출판하였다. 알마문은 알렉산드리아 도서관 이후로 첫 번째 대형 도서관을 세워 비잔티움으로부터 온 귀중한 책들을 보관하기도 하였으며, 또한 이슬람 천문학자들이 선대의 지식을 발전시키도록 천문대들도 설치하였다.

## 생애
알콰리즈미는 바그다드에서 서기 780년 무렵에 태어나 850년 무렵에 죽었다. 그의 이름, 무함마드 이븐 무사 알콰리즈미는 모세의 아들이자 자파의 아버지인 콰레즘(현재 중앙아시아 아랄해 남쪽의 키바) 출신의 무함마드라는 의미를 갖고 있다. 그는 한 페르시아의 가정에서 태어났다. 서지학자 이븐 알 나딤에 의하면 출생지는 코라스미아이다. 그는 아버지로부터 수학을 배웠으며 뛰어난 재능을 보였다고 한다.
그는 바그다드에서 살며 수학자이자 천문학자로서의 명성을 떨쳤다. 칼리프 알마문에 의해 지어진 지혜의 집에서 연구하며 그곳의 학자로서 그의 동료들과 함께 대수학, 기하학, 천문학에 어우르는 학문분야를 연구하며 또한 그리스 과학 서적 번역에도 힘썼다. 그는 이곳에서 그의 대표 저서, ‘al-Kitab al-mukhtasar fi hisab al-jabr wa'l-muqabala’- 또는 다른 말로 ‘복원과 대비의 계산’를 830년에 썼다. 이 책에서 그는 일차방정식과 이차방정식의 일반적인 해법에 대해 소개하고 있다. 그의 두 번째 책, Algoritmi de numero Indorum을 통해서 인도-아라비아 숫자와 계산법을 서양에 전해주기도 하였다. 이 외에도 중세수학에 커다란 영향을 준 산수책과 대수책을 썼으며, 그는 인도의 천문학서인 신드힌드를 발췌하여 책을 내거나, 천문 관측을 하여 지구의 자오선의 1도의 길이를 측정하고, 그리스의 천문학자인 프톨레마이오스의 sin표를 수정하는 등 다양한 활동을 하였다.
지금까지 알콰리즈미의 생애에 대해서 밝혀진 사실들은 많지 않다. 그렇기에 수많은 역사가들이 그에 대해서 다양한 추측들을 내놓고 있으며, 그의 삶과 업적에 대한 의견들이 불일치하는 경우가 많다.

## 업적 및 저서
수학, 지리학, 천문학 등의 분야에서 알콰리즈미의 업적은 대수학과 삼각법을 혁신하는데 기반을 제공하였다. 일차방정식 또는 이차방정식을 푸는 것에 대한 그의 체계적인 접근은 대수학이라는 학문을 이끌어냈다. 825년에 그가 쓴 인도 수학에 의한 계산법이라는 책은 인도-아라비아 숫자 체계가 중동과 유럽에 퍼지는데 주요한 역할을 했다. 이 책은 라틴어로 번역되었는데, 번역된 책 제목에서 알고리즘이라는 용어가 유래했다. 몇몇 그의 활동은 페르시아 및 바빌로니아 천문학, 인도-아라비아 숫자, 그리고 그리스 수학에 기반한 것이었다. 그는 아프리카와 중동 지역에 관한 프톨레마이오스의 자료를 체계화하고 고쳤다. 그의 또 다른 유명한 저서인 지구의 표면은 프톨레마이오스의 지리학에 기반하여 장소들의 좌표를 나타내고 있는데 주로 지중해, 아시아, 아프리카를 중심으로 작성되었다. 또한 그는 아스트롤라베(고대 천문 관측 장치)와 해시계와 같은 기계적인 장치에 대해서도 연구했다. 그는 지구의 둘레를 재는 프로젝트와 70명의 지리학자들을 감독하는 칼리프 알 마문을 위한 지도 제작을 도왔다. 12세기에 그의 업적은 라틴어 번역을 통해 유럽으로 퍼져나갔고, 이는 유럽 수학의 발전에 대단히 큰 변화를 주었다. 그는 소수점 체계를 기반으로 한 인도-아라비아 숫자를 서라틴에 소개하였다.

### 대수학
대수학은 알콰리즈미의 가장 중요한 업적이다. 대수학에서 알콰리즈미의 가장 큰 업적은 복원과 대비의 계산(‘al-Kitab al-mukhtasar fi hisab al-jabr wa'l-muqabala)이라는 책의 출판이다. 이 책은 최대 이차까지의 다항식에서 양수인 해를 구하는 계산 방법을 제시하고 있다. 즉, 이차방정식 및 여러 다른 문제들을 푸는 방법들을 취합해놓은 편집물로서 현대 대수학의 시초로 여겨진다. 이 책은 12세기 중반에 라틴어로 번역되었는데, 그 책 제목에서 현재의 대수학라는 용어가 유래했다. 또한, 이 책에 나오는 여러 가지 문제 풀이 방법을 제시한 사람들에 대한 언급이 없어 누가 어떤 내용을 연구했는지에 대한 내용이 잘 알려져 있지 않다. 그리고 현대의 수학 역사학자들은 이 내용들이 다른 책들을 분석한 내용과 동시대의 이슬람 세계에 퍼져있던 인도-아라비아 숫자 체계에 기반한 수학적 지식들을 취합한 것이라는 의견을 내놓았다. 그리고 이 책은 이차방정식을 여섯 가지 기본적인 타입으로 나누고 있는데, 각각을 풀기 위한 대수적이고 기하학적인 방법을 제시하고 있다. 여섯 가지 타입의 2차식은 다음과 같다:
- 제곱은 근과 같다 (ax2 = bx)
- 제곱은 숫자와 같다 (ax2 = c)
- 근은 숫자와 같다 (bx = c)
- 제곱과 근의 합은 숫자와 같다 (ax2 + bx = c)
- 제곱과 숫자의 합은 근과 같다 (ax2 + c = bx)
- 근과 숫자의 합은 제곱과 같다 (bx +c = ax2)

(현대수학에서는 제곱이 x2, 근은 x, 숫자는 일상적으로 사용되는 숫자를 의미한다.)
이슬람 수학자들은 인도 수학자들과는 다르게 음수에 대해서는 전혀 논하지 않았다. 그러므로 bx + c = 0 과 같이 음수인 근이 존재하는 식은 다루어지지 않았다. 또한, 계수도 양수인 식만 취급했다. 알자브르 부분은 어떤 식에서 한 쪽의 항을 다른 쪽으로 옮기는, 즉 현대 수학에서는 이항이라고 불리는 개념에 대해 설명하고 있다. 이는 음수인 값을 제거하기 위해 응용되었다. 알무카발라 부분은 양쪽에 있는 같은 양수인 값의 뺄셈을 의미한다. 즉, x2 + 5 = 40x + 4x2 과 같은 식을 5 = 40x + 3x2으로 바꾸는 것을 의미한다. 이는 각각의 값(제곱, 근, 숫자)을 앞서 언급한 계수와 근이 양수로만 제한된 여섯 가지 타입의 기본적인 이차방정식에 나타나도록 했다. 나머지 부분은 앞의 부분에서 언급한 원리들을 응용한 연습 예제들이 나와 있다. 그 다음으로 넓이와 부피를 측정하는 문제가 나오고, 마지막에는 복잡한 이슬람 상속에 대한 내용을 포함한 계산 문제가 제시되어있다. 하지만 이 부분에서는 이차방정식을 푸는 방법이 필요하지 않다.

### 산술
알콰리즈미의 두 번째 업적은 산술에 관한 것인데, 현재는 라틴어 번역본만이 남아있고 아랍어 원본 자료는 존재하지 않는다. 이 번역본은 대부분이 12세기에 아델라드에 의해 번역된 것으로 보인다. 이 라틴어 원고는 제목이 없으나 이탈리아의 수학 역사학자 발다사레 본콤파니에 의해 인도 수학에 의한 계산법이라는 제목이 붙었다. 알콰리즈미의 산술에 대한 연구는 아라비아 숫자를 서방에 알리는데 필요한 것이었다. 알고리즘이라는 단어도 알콰리즈미가 집대성한 연산 기술의 이름으로부터 유래한 것인데, 알콰리즈미의 라틴어 이름을 딴 것이기도 하다.그의 지식적인 면에서는 산술이란 아주 중요한 시간이기도 하며 발전을 위해 힘을 썼다.

### 천문학
신드와 힌드에 기반한 천문표는 달력과 천문학적 계산에 대한 내용이 포함된 37개의 단원으로 이루어져있고, 달력, 천문학, 그리고 점성학적 자료와 관련된 116개의 표가 포함되어 있다. 제목에서도 알 수 있듯이 이것은 신드힌드라고 알려진 인도 천문학 방법을 기반으로 한 첫 번째 아랍어 천문표로서, 매 시간마다 태양, 달, 그리고 다섯 행성들의 움직임을 기록한 표를 포함하고 있다. 그리고 이는 이슬람 천문학의 전환점이 되었는데, 이슬람의 천문학자인 히테르토는 이와 같은 책을 번역하고 이미 밝혀진 지식을 배움으로써 그 분야에 대해 접근했다. 아랍어 원본은 사라졌지만 스페인 천문학자인 아델라드가 번역한 것으로 추측되는 라틴어 번역한 번역본이 남아있는데, 남아있는 4개의 라틴어 원고는 각각 프랑스 샤르트르의 비블리오테케 퍼블리케와 파리의 비블리오테케 마자리네, 스페인 마드리드의 비블리오테카 나시오날, 영국 옥스퍼드의 보들리언 도서관에 소장되어 있다.

### 삼각법
알콰리즈미의 신드와 힌드에 기반한 천문표에는 사인과 코사인, 삼각 함수 표가 있다. 또한 그는 구면 삼각법에도 기여하였다.

### 지리학
알콰리즈미의 세 번째 업적은 프톨레마이오스의 지리학을 수정하고 완성한 것으로, 그의 업적은 2402개 도시의 좌표 및 다른 지리적 특징을 포함하고 있는 지구의 표면이라는 책을 통해 드러난다. 이 책은 하나의 복사본만이 스트라스부르 대학교의 도서관에 소장되어 있고, 라틴어 번역본은 마드리드에 있는 비블리오테카 나시오날 데 에스파냐에 소장되어 있다. 이 책은 각 지역의 날씨에 따라 나뉜 위도-경도 리스트로 시작하는데, 이 위도-경도 리스트는 이 문서 내에서 판독하기 어려운 많은 경도와 위도를 추정할 수 있도록 해준다. 아랍어 복사본과 라틴어 번역본은 둘 다 세계 지도를 포함하고 있지는 않지만, 허버트 다우니트라는 학자는 그 좌표 리스트를 통해 잃어버린 지도를 복원할 수 있었다. 그는 원본에서 해안점의 위도와 경도를 읽거나, 판독하기 어려운 부분을 전체적인 맥락에 따라 추측하였다. 그는 그 점들을 그래프 종이로 옮겨서 그 점들을 선으로 이어서 대략적인 해안선 형태를 얻었다. 그리고 같은 방법으로 강과 마을들도 표시했다. 알콰리즈미는 프톨레마이오스가 지중해의 길이를 전체적으로 더 크게 가늠한 것을 고쳤다. 프톨레마이오스는 경도를 63도 정도 어긋나게 예측했는데, 알콰리즈미는 그 오차를 약 50도로 줄였다. 그는 또한 프톨레마이오스가 대서양과 인도양을 대륙으로 둘러싸인 바다로 그렸던 것을 열린 대양으로 그렸다. 그래서 그는 동쪽의 알렉산드리아로부터 약 10~13도, 서쪽의 바그다드와 약 70도 정도 떨어진 지중해의 동쪽 해안에 구세계의 본초 자오선을 정했는데, 후기의 중세 이슬람 지리학자들 대부분이 알콰리즈미의 본초 자오선을 사용하였다.

## 그가 끼친 영향

### 알 콰리즈미가 끼친 영향
알 콰리즈미는 당대 수학 분야의 아라비아 최고 학자이었으며, 그의 업적은 후대의 학문에까지 막대한 영향을 미쳤다. 그를 통해 이차방정식에 대한 해법이 처음으로 체계적으로 연구되었다. 과거 고대 그리스와 인도 및 중국에 존재하던 수학적 사상을 바탕으로, 산술과 대수학, 그 외에도 천문과 역법 등에 대한 책을 집필하였다. 그가 집필한 <인도 수학에 의한 계산법>는 당시의 인도 기수법을 아라비아와 유럽에 전파하는 매개체가 되었다. 830년경에 쓴 <알자브르 왈 무카발라>는 알콰리즈미의 대수학과 그 영향을 잘 보여주고 있다. 다양한 종류의 이차방정식에 대해서 일반화된 해법을 제시하고 있는 이 책은 대수학 역사에 중요한 자료로 후대에 평가되고 있다. al-jabr는 오늘날의 이항의 개념을, al-muquabala는 동류항 정리를 뜻한다.
기하학적 증명의 사용 등, 이슬람 문화권에서 기하학을 중요시한 것을 알 수 있다. 그 이유는 기하학적인 지식을 바탕으로 천문과 측량 기술 등에 응용이 가능하고, 그 밖의 물리학 등의 연구에 바탕이 되었기 때문이다. 그의 기하학을 분석하면 두 가지의 분야로 구분된다. 구성적인 분야에서는 그리스의 기하학에서 영향을 받아 도형의 성질을 원리적으로 연구하였다. 이와는 다르게 산술적 분야로는 이슬람의 독자적인 기하학이었다. 산술과 대수를 기하학에 응용하고, 기하학을 사용하여 대수 문제의 해를 구하는 것은 알 콰리즈미로 대표되는 이슬람 기하학의 모습을 보여준다. 이처럼 판별식을 활용하여 이차방정식의 해를 구하고, 그 해법을 기하학적으로 증명한 것은 이후의 중세 수학사에 큰 영향을 미쳤다.

### 알 콰리즈미 이후의 대수학
알 콰리즈미의 이론에는 음수의 개념이 없었다. 즉 음의 근은 존재하지 않았다. 반면에 이미 중국에서는 음수의 개념을 가지고 있었으며, 인도 또한 바스카라에 의해서 음의 근 개념을 가지고 있었다. 16세기 카르다노에 의해서 음의 근 존재에 대한 의심에 제기되기 전까지는, 양의 근만이 근으로 인정되었다. 이후에 카르다노와 그의 제자 페라리에 의해서 각각 삼차방정식의 해법과 사차방정식의 해법이 발표되었다. 이후 많은 수학자들이 5차 이상의 고차 방정식 근의 공식 발견을 위해 노력하였지만, 해법이 발견되지 않았다. 결국 아벨과 갈루아에 의해서 5차 이상의 방정식의 대수적 풀이가 불가능하다는 정리가 증명되었다. 알 콰리즈미에서 출발한 대수학의 개념이 갈루아 이론의 바탕이 되었고, 현대 수학에까지 지대한 영향을 미치고 있다.

## 참고 문헌
- (영어) al-Khwarizmi (Muslim mathematician) -- Britannica Online Encyclopedia
- O’Connor, John J.; Robertson, Edmund F. (1999년 7월). Al-Kwharizmi.html “Abu Ja'far Muhammad ibn Musa Al-Khwarizmi” |url= 값 확인 필요 (도움말). 《MacTutor History of Mathematics Archive》 (영어). 세인트앤드루스 대학교.
- Science in Medieval Islam -Howard R. Turner
- Science and Technology in World History- James E. McClellan III, Harold Dorn